# Eleição municipal de Jundiaí em 2012
As eleições municipais em Jundiaí aconteceram em 2012  como parte das eleições nos 26 estados brasileiros. Assim como nas eleições municipais em 1996 e 2008, a eleição ocorreu em dois turnos, sendo o primeiro em 7 de outubro e o segundo em 28 de outubro. Ao final foram eleitos o prefeito, o vice-prefeito e 19 vereadores.
Cinco candidatos disputaram o cargo de prefeito no primeiro turno, e no segundo a disputa se deu entre o então deputado estadual Pedro Bigardi (PCdoB), e o deputado federal Luiz Fernando Machado (PSDB), sendo Bigardi o vitorioso deste pleito.

## Candidatos
No primeiro turno, cinco candidatos disputaram o poder executivo da cidade: Cláudio Miranda pelo PMDB, Ibis Cruz pelo PTN, Luiz Fernando Machado pelo PSDB, Pedro Bigardi pelo PCdoB, e Vanderlei Victorino pelo PSOL. Devido nenhum candidato ter ultrapassado a margem mínima de 50% dos votos válidos, foi realizado um segundo turno entre Bigardi e Luiz Fernando.
| Nº | Candidato             | Partido | Vice-candidato                 | Coligação |
| -- | --------------------- | ------- | ------------------------------ | --- |
| 15 | Cláudio Miranda       | PMDB    | Fátima Giasseti (PSB)          | Reaja Jundiaí Partido do Movimento Democrático Brasileiro (PMDB) Partido Socialista Brasileiro (PSB) |
| 19 | Ibis Cruz             | PTN     | Eginaldo Honório               | Partido não coligado |
| 45 | Luiz Fernando Machado | PSDB    | José Antonio Parimoschi (PSDB) | Pra Avançar e Fazer o Futuro Partido da Social Democracia Brasileira (PSDB) Democratas (DEM) Partido Progressista (PP) Partido Popular Socialista (PPS) Partido Democrático Trabalhista (PDT) Partido Trabalhista Brasileiro (PTB) Partido da República (PR) Partido Republicano Brasileiro (PRB) Partido Social Cristão (PSC) Partido Verde (PV) Partido Humanista da Solidariedade (PHS) Partido Trabalhista Cristão (PTC) Partido Social Democrata Cristão (PSDC) Partido Renovador Trabalhista Brasileiro (PRTB) Partido da Mobilização Nacional (PMN) Partido Republicano Progressista (PRP) Partido Trabalhista do Brasil (PTdoB) |
| 65 | Pedro Bigardi         | PCdoB   | Durval Orlato (PT)             | Jundiaí para Todos Partido Comunista do Brasil (PCdoB) Partido dos Trabalhadores (PT) Partido Social Democrático (PSD) Partido Social Liberal (PSL) Partido Pátria Livre (PPL) |
| 50 | Vanderlei Victorino   | PSOL    | Clóvis Costa Júnior            | Partido não coligado |

## Pesquisas

### Primeiro Turno
| Data       | Instituto | Luiz Fernando Machado (PSDB) | Pedro Bigardi (PCdoB) | Cláudio Miranda (PMDB) | Ibis Cruz (PTN) | Vanderlei Victorino (PSOL) | Brancos e Nulos | Indecisos |
| ---------- | --------- | ---------------------------- | --------------------- | ---------------------- | --------------- | -------------------------- | --------------- | --------- |
| 27/08/2012 | Ibope     | 39%                          | 29%                   | 5%                     | 1%              | 1%                         | 9%              | 16%       |

## Resultados do Primeiro Turno

### Prefeito
Resultado das eleições para prefeito de Jundiaí. 100,00% apurado.
| Candidato(a)                 | Vice                           | 1º Turno 7 de outubro de 2012 | 1º Turno 7 de outubro de 2012 |
| Candidato(a)                 | Vice                           | Votação                       | Votação                       |
| Porcentagem                  | Total                          | Porcentagem                   | Total                         |
| ---------------------------- | ------------------------------ | ----------------------------- | ----------------------------- |
| Pedro Bigardi (PCdoB)        | Durval Orlato (PT)             | 49,98%                        | 101.528                       |
| Luiz Fernando Machado (PSDB) | José Antonio Parimoschi (PSDB) | 42,95%                        | 87.263                        |
| Cláudio Miranda (PMDB)       | Fátima Glasseti (PSB)          | 5,37%                         | 10.915                        |
| Ibis Cruz (PTN)              | Eginaldo Honório (PTN)         | 1,02%                         | 2.077                         |
| Vanderlei Vitorino (PSOL)    | Clóvis Costa Júnior (PSOL)     | 0,67%                         | 1.368                         |
| Total de votos válidos       | Total de votos válidos         | 80,92%                        | 203.151                       |
| Votos em branco              | Votos em branco                | 4,61%                         | 10.687                        |
| Votos nulos                  | Votos nulos                    | 7,72%                         | 17.882                        |
| Total                        | Total                          | 100,00%                       | 231.720                       |
| Abstenções                   | Abstenções                     | 9,89%                         | 25.431                        |
| Votos apurados               | Votos apurados                 | 90,11%                        | 231.720                       |
| Total de eleitores           | Total de eleitores             | 100,00%                       | 257.151                       |